# Monténégro aux Jeux olympiques d'été de 2024
Le Monténégro participe aux Jeux olympiques de 2024 à Paris. Il s'agit de sa 5e participation à des Jeux olympiques d'été.
Le skipper Milivoj Dukić (en) et la joueuse de tennis Danka Kovinić sont nommés porte-drapeau de la délégation monténégrine.

## Nombre d’athlètes qualifiés par sport
Voici la liste des qualifiés et sélectionnés monténégrins par sport (remplaçants compris) :
| Sport      | Hommes | Femmes | Total |
| ---------- | ------ | ------ | ----- |
| Athlétisme | 1      | 0      | 1     |
| Boxe       | 0      | 1      | 1     |
| Natation   | 1      | 1      | 2     |
| Tennis     | 0      | 1      | 1     |
| Voile      | 1      | 0      | 1     |
| Water-polo | 13     | 0      | 13    |
| Total      | 16     | 3      | 19    |

## Bilan général
| Sport      | Médaille d'or, Jeux olympiques | Médaille d'argent, Jeux olympiques | Médaille de bronze, Jeux olympiques | Total | Rang pays |
| ---------- | ------------------------------ | ---------------------------------- | ----------------------------------- | ----- | --------- |
| Athlétisme |                                |                                    |                                     |       |           |
| Boxe       |                                |                                    |                                     |       |           |
| Natation   |                                |                                    |                                     |       |           |
| Tennis     |                                |                                    |                                     |       |           |
| Voile      |                                |                                    |                                     |       |           |
| Water-polo |                                |                                    |                                     |       |           |
| Total      |                                |                                    |                                     |       |           |

| Jour       | Médaille d'or, Jeux olympiques | Médaille d'argent, Jeux olympiques | Médaille de bronze, Jeux olympiques | Total |
| ---------- | ------------------------------ | ---------------------------------- | ----------------------------------- | ----- |
| 26 juillet |                                |                                    |                                     |       |
| 27 juillet |                                |                                    |                                     |       |
| 28 juillet |                                |                                    |                                     |       |
| 29 juillet |                                |                                    |                                     |       |
| 30 juillet |                                |                                    |                                     |       |
| 31 juillet |                                |                                    |                                     |       |
| 1er août   |                                |                                    |                                     |       |
| 2 août     |                                |                                    |                                     |       |
| 3 août     |                                |                                    |                                     |       |
| 4 août     |                                |                                    |                                     |       |
| 5 août     |                                |                                    |                                     |       |
| 6 août     |                                |                                    |                                     |       |
| 7 août     |                                |                                    |                                     |       |
| 8 août     |                                |                                    |                                     |       |
| 9 août     |                                |                                    |                                     |       |
| 10 août    |                                |                                    |                                     |       |
| 11 août    |                                |                                    |                                     |       |
| Total      |                                |                                    |                                     |       |

| Sexe   | Médaille d'or, Jeux olympiques | Médaille d'argent, Jeux olympiques | Médaille de bronze, Jeux olympiques | Total |
| ------ | ------------------------------ | ---------------------------------- | ----------------------------------- | ----- |
| Hommes |                                |                                    |                                     |       |
| Femmes |                                |                                    |                                     |       |
| Mixte  |                                |                                    |                                     |       |
| Total  |                                |                                    |                                     |       |

## Médaillés
| Sport | Discipline | Athlète(s) | Performance | Date |
| ----- | ---------- | ---------- | ----------- | ---- |
|       |            |            |             |      |

| Sport | Discipline | Athlète(s) | Performance | Date |
| ----- | ---------- | ---------- | ----------- | ---- |
|       |            |            |             |      |

| Sport | Discipline | Athlète(s) | Performance | Date |
| ----- | ---------- | ---------- | ----------- | ---- |
|       |            |            |             |      |

## Résultats

### Athlétisme

#### Hommes
| Athlètes    | Épreuve | Premier tour (ou tour préliminaire) | Premier tour (ou tour préliminaire) | Repêchage (ou premier tour) | Repêchage (ou premier tour) | Demi-finales | Demi-finales | Finale  | Finale  |
| Athlètes    | Épreuve | Temps                               | Rang                                | Temps                       | Rang                        | Temps        | Rang         | Temps   | Rang    |
| ----------- | ------- | ----------------------------------- | ----------------------------------- | --------------------------- | --------------------------- | ------------ | ------------ | ------- | ------- |
| Darko Pešić | 100 m   | 11 s 85                             | 6e                                  | Eliminé                     | Eliminé                     | Eliminé      | Eliminé      | Eliminé | Eliminé |

### Boxe
| Athlètes        | Catégorie           | 1/16e de finale     | 1/8e de finale      | Quart de finale     | Demi-finale         | Finale              | Rang |
| Athlètes        | Catégorie           | Adversaire Résultat | Adversaire Résultat | Adversaire Résultat | Adversaire Résultat | Adversaire Résultat | Rang |
| --------------- | ------------------- | ------------------- | ------------------- | ------------------- | ------------------- | ------------------- | ---- |
| Bojana Gojković | Poids coqs (-54 kg) |                     |                     |                     |                     |                     | e    |

### Natation
| Athlète          | Épreuve        | Séries | Séries | Demi-finales | Demi-finales | Finale | Finale |
| Athlète          | Épreuve        | Temps  | Rang   | Temps        | Rang         | Temps  | Rang   |
| ---------------- | -------------- | ------ | ------ | ------------ | ------------ | ------ | ------ |
| Miloš Milenković | 100 m papillon |        | e      |              | e            |        | e      |

| Athlète        | Épreuve         | Séries | Séries | Demi-finales | Demi-finales | Finale | Finale |
| Athlète        | Épreuve         | Temps  | Rang   | Temps        | Rang         | Temps  | Rang   |
| -------------- | --------------- | ------ | ------ | ------------ | ------------ | ------ | ------ |
| Jovana Kuljača | 50 m nage libre |        | e      |              | e            |        | e      |

### Tennis
| Joueur (n° de tête de série) | Compétition | 1/32e de finale             | 1/16e de finale     | 1/8e de finale      | Quarts de finale    | Demi-finales        | Finale / MB         |
| Joueur (n° de tête de série) | Compétition | Adversaire Résultat         | Adversaire Résultat | Adversaire Résultat | Adversaire Résultat | Adversaire Résultat | Adversaire Résultat |
| ---------------------------- | ----------- | --------------------------- | ------------------- | ------------------- | ------------------- | ------------------- | ------------------- |
| Danka Kovinić                | Dames       | Battue par Sakkari 0-6, 1-6 | Éliminée            | Éliminée            | Éliminée            | Éliminée            | Éliminée            |

### Voile
Nota : le résultat barré est le plus mauvais de l’athlète concerné. Il n’est pas pris en compte dans le total.
| Athlètes      | Compétition | Régates | Régates | Régates | Régates | Régates | Régates | Régates | Régates | Régates | Régates | Régates     | Régates     | Régates | Total net | Classement |
| Athlètes      | Compétition | 1       | 2       | 3       | 4       | 5       | 6       | 7       | 8       | 9       | 10      | 11          | 12          | CM      | Total net | Classement |
| ------------- | ----------- | ------- | ------- | ------- | ------- | ------- | ------- | ------- | ------- | ------- | ------- | ----------- | ----------- | ------- | --------- | ---------- |
| Milivoj Dukić | Laser       |         |         |         |         |         |         |         |         |         |         | non disputé | non disputé |         |           | e          |

### Water-polo
| Épreuve          | Premier tour         | Premier tour     | Premier tour     | Premier tour     | Premier tour     | Premier tour | Quart de finale  | Demi-finale      | Finale / MB      | Rang |
| Épreuve          | Adversaire Score     | Adversaire Score | Adversaire Score | Adversaire Score | Adversaire Score | Rang         | Adversaire Score | Adversaire Score | Adversaire Score | Rang |
| ---------------- | -------------------- | ---------------- | ---------------- | ---------------- | ---------------- | ------------ | ---------------- | ---------------- | ---------------- | ---- |
| Tournoi masculin | Croatie Défaite 8-11 | Grèce 0-0        | Italie 0-0       | États-Unis 0-0   | Roumanie 0-0     | e            |                  |                  |                  | e    |